# Temporada 2003 de la WNBA
La Temporada 2003 de la WNBA fue la séptima en la historia de la Women's National Basketball Association. Fue la primera temporada en la que hubo equipos recolocados en otras ciudades, equipos desaparecidos y además, por primera vez hubo equipos sin un equipo hermano en la NBA con el que compartiera propietario. Las Orlando Miracle fueron recolocadas en Connecticuty se convirtieron en las Connecticut Sun, las Utah Starzz se marcharon a San Antonio, Texas para pasar a ser las San Antonio Silver Stars. Por otro lado, las Miami Sol y las Portland Fire desaparecieron, mientras que las Charlotte Sting se convirtieron en el segundo equipo de la WNBA que no compartía propietaro con alguno de la NBA.
La temporada concluyó con el primer campeonato para las Detroit Shock.

## Clasificaciones

### Conferencia Este
| Conferencia Este     | G  | P  | PCT  | PD   | Casa | Fuera | Conf. |
| -------------------- | -- | -- | ---- | ---- | ---- | ----- | ----- |
| Detroit Shock x      | 25 | 9  | .735 | –    | 13–4 | 12–5  | 18–6  |
| Charlotte Sting x    | 18 | 16 | .529 | 7.0  | 13–4 | 5–12  | 12–12 |
| Connecticut Sun x    | 18 | 16 | .529 | 7.0  | 10–7 | 8–9   | 11–13 |
| Cleveland Rockers x  | 17 | 17 | .500 | 8.0  | 11–6 | 6–11  | 13–11 |
| Indiana Fever o      | 16 | 18 | .471 | 9.0  | 11–6 | 5–12  | 12–12 |
| New York Liberty o   | 16 | 18 | .471 | 9.0  | 11–6 | 5–12  | 11–13 |
| Washington Mystics o | 9  | 25 | .265 | 16.0 | 3–14 | 6–11  | 7–17  |

### Conferencia Oeste
| Conferencia Oeste          | G  | P  | PCT  | PD   | Casa | Fuera | Conf. |
| -------------------------- | -- | -- | ---- | ---- | ---- | ----- | ----- |
| Los Angeles Sparks x       | 24 | 10 | .706 | –    | 11–6 | 13–4  | 17–7  |
| Houston Comets x           | 20 | 14 | .588 | 4.0  | 14–3 | 6–11  | 14–10 |
| Sacramento Monarchs x      | 19 | 15 | .559 | 5.0  | 12–5 | 7–10  | 13–11 |
| Minnesota Lynx x           | 18 | 16 | .529 | 6.0  | 11–6 | 7–10  | 14–10 |
| Seattle Storm o            | 18 | 16 | .529 | 6.0  | 13–4 | 5–12  | 11–13 |
| San Antonio Silver Stars o | 12 | 22 | .353 | 12.0 | 9–8  | 3–14  | 10–14 |
| Phoenix Mercury o          | 8  | 26 | .235 | 16.0 | 6–11 | 2–15  | 5–19  |

## Galardones
| Galardón                                      | Ganadora           | Equipo              |
| --------------------------------------------- | ------------------ | ------------------- |
| MVP de las Finales de la WNBA                 | Ruth Riley         | Detroit Shock       |
| MVP de la Temporada de la WNBA                | Lauren Jackson     | Seattle Storm       |
| Mejor Defensora de la WNBA                    | Sheryl Swoopes     | Houston Comets      |
| Jugadora Más Mejorada de la WNBA              | Michelle Snow      | Houston Comets      |
| Peak Performers de la WNBA                    | Lauren Jackson     | Seattle Storm       |
| Peak Performers de la WNBA                    | Chamique Holdsclaw | Washington Mystics  |
| Rookie del Año de la WNBA                     | Cheryl Ford        | Detroit Shock       |
| Premio a la Jugadora Más Deportiva de la WNBA | Edna Campbell      | Sacramento Monarchs |
| Entrenador del Año de la WNBA                 | Bill Laimbeer      | Detroit Shock       |

## Playoffs
|  | 1ª ronda Mejor de 3 | 1ª ronda Mejor de 3 | 1ª ronda Mejor de 3 |             |    | Finales de Conferencia Mejor de 3 | Finales de Conferencia Mejor de 3 | Finales de Conferencia Mejor de 3 |  |    | Finales de la WNBA Mejor de 3 | Finales de la WNBA Mejor de 3 | Finales de la WNBA Mejor de 3 |  |
|  |                     |                     |                     |             |    |                                   |                                   |                                   |  |    |                               |                               |                               |  |
|  |                     |                     |                     |             |    |                                   |                                   |                                   |  |    |                               |                               |                               |  |
|  | E1                  | Detroit             | 2                   |             |    |                                   |                                   |                                   |  |    |                               |                               |                               |  |
|  | E1                  | Detroit             | 2                   |             |    |                                   |                                   |                                   |  |    |                               |                               |                               |  |
|  | E4                  | Cleveland           | 1                   |             |    |                                   |                                   |                                   |  |    |                               |                               |                               |  |
|  | E4                  | Cleveland           | 1                   |             | E1 | Detroit                           | 2                                 |                                   |  |    |                               |                               |                               |  |
|  | Conferencia Este    |                     |                     |             | E1 | Detroit                           | 2                                 |                                   |  |    |                               |                               |                               |  |
|  |                     |                     | E3                  | Connecticut | 0  |                                   |                                   |                                   |  |    |                               |                               |                               |  |
|  | E2                  | Charlotte           | E3                  | Connecticut | 0  | 0                                 |                                   |                                   |  |    |                               |                               |                               |  |
|  | E2                  | Charlotte           |                     |             |    |                                   |                                   |                                   |  |    |                               |                               |                               |  |
|  | E3                  | Connecticut         | 2                   |             |    |                                   |                                   |                                   |  |    |                               |                               |                               |  |
|  | E3                  | Connecticut         | 2                   |             |    |                                   |                                   |                                   |  | E1 | Detroit                       | 2                             |                               |  |
|  |                     |                     |                     |             |    |                                   |                                   |                                   |  | E1 | Detroit                       | 2                             |                               |  |
|  |                     |                     | W1                  | Los Angeles | 1  |                                   |                                   |                                   |  |    |                               |                               |                               |  |
|  | W1                  | Los Angeles         | W1                  | Los Angeles | 1  | 2                                 |                                   |                                   |  |    |                               |                               |                               |  |
|  | W1                  | Los Angeles         |                     |             |    |                                   |                                   |                                   |  |    |                               |                               |                               |  |
|  | W4                  | Minnesota           | 1                   |             |    |                                   |                                   |                                   |  |    |                               |                               |                               |  |
|  | W4                  | Minnesota           | 1                   |             | W1 | Los Angeles                       | 2                                 |                                   |  |    |                               |                               |                               |  |
|  | Conferencia Oeste   |                     |                     |             | W1 | Los Angeles                       | 2                                 |                                   |  |    |                               |                               |                               |  |
|  |                     |                     | W3                  | Sacramento  | 1  |                                   |                                   |                                   |  |    |                               |                               |                               |  |
|  | W2                  | Houston             | W3                  | Sacramento  | 1  | 1                                 |                                   |                                   |  |    |                               |                               |                               |  |
|  | W2                  | Houston             |                     |             |    |                                   |                                   |                                   |  |    |                               |                               |                               |  |
|  | W3                  | Sacramento          | 2                   |             |    |                                   |                                   |                                   |  |    |                               |                               |                               |  |
|  | W3                  | Sacramento          | 2                   |             |    |                                   |                                   |                                   |  |    |                               |                               |                               |  |
|  |                     |                     |                     |             |    |                                   |                                   |                                   |  |    |                               |                               |                               |  |

### Finales
| 12 de septiembre | Detroit Shock                       | 63–75                              | Los Angeles Sparks                          | |  |
| 9:00pm           | Marcador por tiempos: 21–42, 42–33  | Marcador por tiempos: 21–42, 42–33 | Marcador por tiempos: 21–42, 42–33          | |  |
|                  | Estadísticas Cash 16 Ford 12 Cash 4 | Reporte Pts Reb Asts               | Estadísticas Leslie 23 Leslie 12 Teasley 11 | Pabellón: Staples Center, Los Angeles Asistencia: 10,624 espectadores Árbitros: - Courteau - Mattingly - Trammell Televisión: ESPN2 |  |

| 14 de septiembre | Los Angeles Sparks                                 | 61–62                              | Detroit Shock                                 | |  |
| 7:00 pm          | Marcador por tiempos: 22–38, 29–24                 | Marcador por tiempos: 22–38, 29–24 | Marcador por tiempos: 22–38, 29–24            | |  |
|                  | Estadísticas Milton, Leslie 18 Leslie 15 Teasley 6 | Reporte Pts Reb Asts               | Estadísticas Holland-Corn 16 Powell 8 Riley 5 | Pabellón: Palace of Auburn Hills, Auburn Hills Asistencia: 17,846 espectadores Árbitros: - Bell - Boland - Gulbeyan Televisión: ESPN2 |  |

| 16 de septiembre | Los Angeles Sparks                         | 78–83                              | Detroit Shock                        | |  |
| 7:00 pm          | Marcador por tiempos: 37–42, 41–41         | Marcador por tiempos: 37–42, 41–41 | Marcador por tiempos: 37–42, 41–41   | |  |
|                  | Estadísticas Mabika 29 Leslie 11 Teasley 7 | Reporte Pts Reb Asts               | Estadísticas Riley 27 Cash 12 Cash 9 | Pabellón: Palace of Auburn Hills, Auburn Hills Asistencia: 22,076 espectadores Árbitros: - Corteau - Price - Mattingly Televisión: ESPN2 |  |